# Hardenburg (Bad Dürkheim)
Hardenburg ist ein Stadtteil der rheinland-pfälzischen Kreisstadt Bad Dürkheim. Bis 1969 war er eine selbständige Gemeinde.

## Lage
Der Ort befindet sich etwa drei Kilometer westlich von der Kernstadt entfernt im Pfälzerwald entlang der Isenach. Südöstlich liegen die Bad Dürkheimer Stadtteile Hausen und Grethen. Nördlich des Ortes erstreckt sich der insgesamt 425,1 Meter hohe Kleine Peterskopf und nordwestlich des Ortes an der Gemarkungsgrenze zum Freinsheimer Wald der 517 Meter hohe Rahnfels. Weitere Naturdenkmale im Einzugsgebiet von Hardenburg sind der Nonnenfels, Zwei Linden, das Hirschbrünnchen und das Felsenbrünnchen. Rund drei Kilometer westlich erstreckt sich außerdem das Jägerthal.

## Geschichte
Markantestes Bauwerk vor Ort ist die Hardenburg, die sowohl Namensgeber als auch Keimzelle des Dorfes war. Bis zum Ende des 18. Jahrhunderts gehörte der Ort zu Leiningen-Dagsburg.
Von 1798 bis 1814, als die Pfalz Teil der Französischen Republik (bis 1804) und anschließend Teil des Napoleonischen Kaiserreichs war, war Hartenburg – so die damalige Schreibweise – in den Kanton Dürkheim eingegliedert und besaß eine eigene Mairie. 1815 gehörte der Ort zunächst zu Österreich. Ein Jahr später wechselte er in das Königreich Bayern. Von 1818 bis 1862 war „Hartenburg“ Bestandteil des Landkommissariat Neustadt, das anschließend in ein Bezirksamt umgewandelt wurde.
1902 wechselte der Ort zum Bezirksamt Dürkheim, ehe dieses 1931 wieder in sein Neustadter Pendant eingegliedert wurde. 1928 hatte Hardenburg 670 Einwohner, die in 119 Wohngebäuden lebten. Sowohl die Katholiken als auch die Protestanten gehörten seinerzeit zur Pfarrei von Bad Dürkheim. 1939 wurde Hardenburg dem Landkreis Neustadt zugeschlagen. Ab 1939 war der Ort Bestandteil des Landkreises Neustadt. Nach dem Zweiten Weltkrieg wurde Hardenburg innerhalb der französischen Besatzungszone Teil des damals neu gebildeten Landes Rheinland-Pfalz. Im Zuge der ersten rheinland-pfälzischen Verwaltungsreform wurde der Ort am 7. Juni 1969 in die Nachbarstadt Bad Dürkheim eingemeindet und wechselte in den gleichnamigen neugeschaffenen Landkreis.

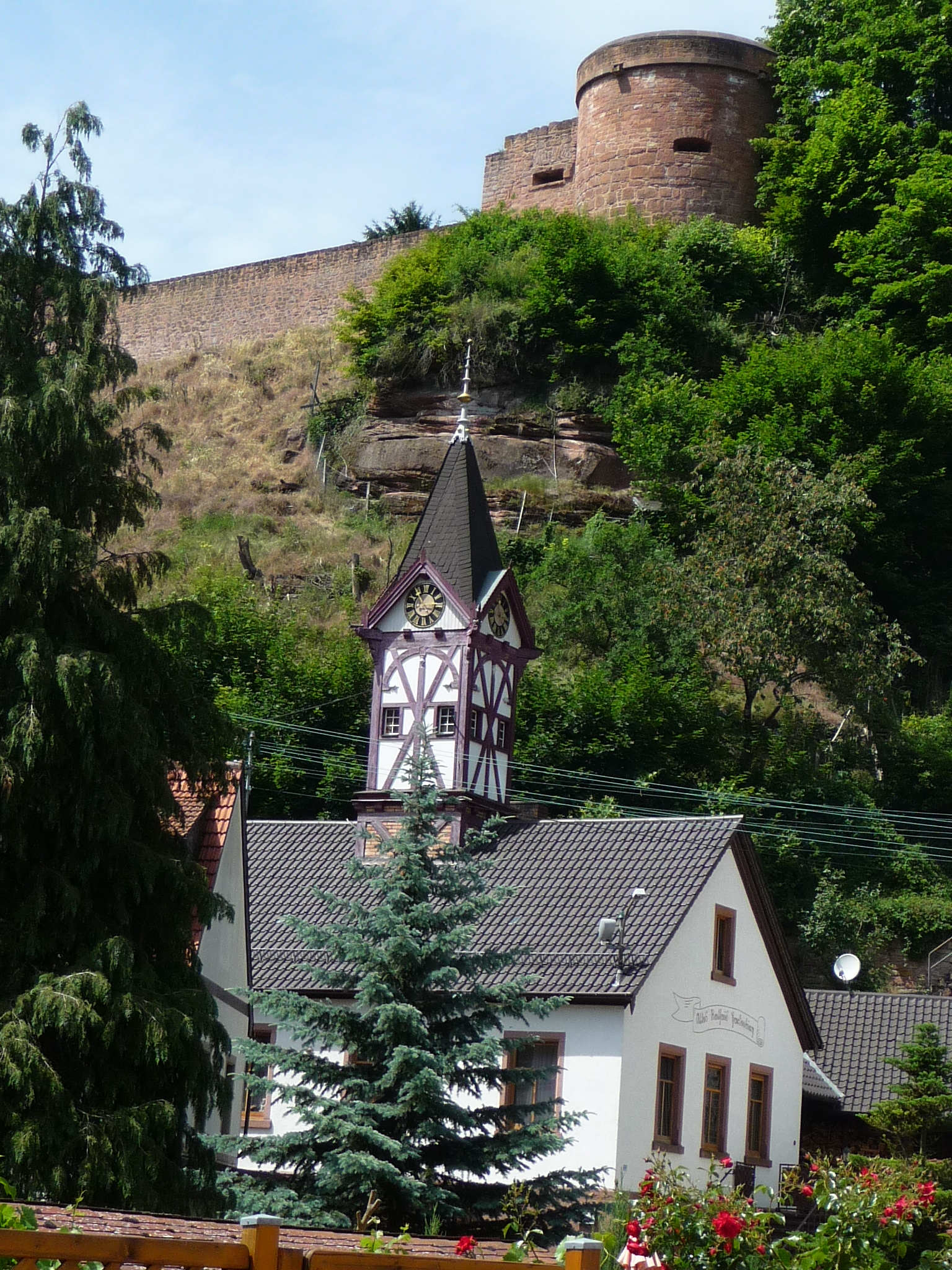
Altes Rathaus und Hardenburg

## Wappen
| Wappen von Hardenburg | Blasonierung: „In Blau unter einem dreilätzigen roten Turnierkragen ein rotbewehrter silberner Adler.“                                                                                        |
| Wappen von Hardenburg | Wappenbegründung: Am 4. Dezember 1907 verlieh Prinzregent Luitpold von Bayern der Ortsgemeinde Hardenburg das nicht mehr geführte Wappen der ehemals ortsansässigen Leiningischen Nebenlinie. |

## Politik

### Ortsbeirat
Der Stadtteil Hardenburg ist als Ortsbezirk ausgewiesen und wird politisch von einem Ortsbeirat und einem Ortsvorsteher vertreten.
Der Ortsbeirat besteht aus sieben Ortsbeiratsmitgliedern. Bei der Kommunalwahl am 9. Juni 2024 wurden die Beiratsmitglieder in einer personalisierten Verhältniswahl gewählt. Die Sitzverteilung im gewählten Ortsbeirat:
| Wahl | SPD | CDU | FWG | Gesamt  |
| ---- | --- | --- | --- | ------- |
| 2024 | 2   | 3   | 2   | 7 Sitze |
| 2019 | 2   | 3   | 2   | 7 Sitze |
| 2014 | 3   | 3   | 1   | 7 Sitze |

### Ortsvorsteher
Ortsvorsteher ist Thorsten Brand (CDU). Bei der Direktwahl am 26. Mai 2019 setzte er sich mit einem Stimmenanteil von 51,75 % gegen zwei weitere Bewerber, darunter den bisherigen Amtsinhaber Joachim Berger (SPD), durch. Bei der Direktwahl am 9. Juni 2024 setzte er sich mit 58,38 % gegen einen FWG-Mitbewerber durch und wurde somit für weitere fünf Jahre in seinem Amt bestätigt.

## Infrastruktur
Auf Gemarkung von Hardenburg befinden mit den Ruinen der Hardenburg und der Burg Schlosseck zwei Denkmalzonen; hinzu kommen insgesamt neun Einzeldenkmäler. Die nächstgelegene Bahnstation ist der Bahnhof Bad Dürkheim. Durch Hardenburg verläuft außerdem die Bundesstraße 37. Die örtliche zum Bistum Speyer gehörige katholische Kirche St. Elisabeth wurde am 27. Mai 2013 profaniert.

## Kultur
Anfang April findet am Laetare-Sonntag jährlich der Stabaus statt.

## Persönlichkeiten

### Söhne und Töchter des Ortes
- Carl von Ahlefeldt (1670–1722), Staatsmann und Herr der Herrschaften Rixingen und Mörsberg sowie Lehnsgraf von Langeland auf Schloss Tranekær sowie Landrat auf Langeland
- Karl Ludwig von Leiningen-Dagsburg-Emichsburg (1704–1747), regierender Graf und kurpfälzischer General

### Personen, die vor Ort gewirkt haben
- Carl Neubronner (1892–1961), Politiker (FDP), war ab 1931 vor Ort als Steuerberater tätig